# Јекатеринбуршка митрополија
Јекатеринбуршка митрополија (рус. Екатеринбургская митрополия) митрополија је Руске православне цркве.
Образована је одлуком Светог синода од 5/6. октобра 2011, а налази се у оквиру граница Свердловске области. У њеном саставу се налази пет епархија: Јекатеринбуршка, Алапајевска, Каменска, Нижњетагиљска и Серовска.